# درود بر مریم (فیلم ۱۹۸۵)
درود بر مریم مقدس (فرانسوی: Je vous salue, Marie‎) فیلمی به کارگردانی ژان-لوک گدار است که در سال ۱۹۸۵ منتشر شد. از بازیگران آن می‌توان به ژولیت بینوش اشاره کرد.این فیلم توسط رهبر کاتولیک_پاپ_ مورد انتقاد قرار گرفت.
این فیلم که با نام های "درود بر مریم" و "مریم مقدس" هم شناخته می شود ، داستان زندگی زنی به نام '''مریم''' از کودکی تا بزرگی است که بازیکن بسکتبال است و بدون داشتن آمیزش جنسی و درحالی که باکره است ، باردار می شود که اشاره ای به ماجرای باردار شدن حضرت مریم و تولد عیسی مسیح دارد. و سپس با یک راننده تاکسی ارتباط میگیرد و درحالی که حامله است ، با او ازدواج میکند...